# Lopasnja
La Lopasnja (in russo Лопасня?) è un fiume della Russia europea centrale, affluente di sinistra dell'Oka. Scorre nei distretti Čechovskij, Stupinskij e Serpuchovskij dell'oblast' di Mosca e nel territorio della città di Mosca.
Scorre attraverso una pianura boscosa in direzione sud-orientale. Il letto del fiume è tortuoso e non ramificato. La larghezza massima è di 40-60 metri, la profondità raggiunge i 3-4 metri. Sfocia nella Oka a 972 km dalla foce, due chilometri a ovest del villaggio di Priluki. Il più grande centro attraversato dalla Lopasnja è Čechov.